# HC Smíchov 1913
HC Smíchov 1913 (celým názvem: Hockey Club Smíchov 1913) je český klub ledního hokeje, který sídlí v pražském Smíchově. Založen byl v roce 1913 pod názvem SK Zbraslav. A-tým zbraslavského hokeje byl obnoven v roce 2012. Od sezóny 2017/18 působí v Pražské krajské lize, čtvrté české nejvyšší soutěži ledního hokeje. Klubové barvy jsou zlatá, bílá a černá.
V červnu 2019 byla schválena změna názvu a od sezóny 2019/20 klub vstupuje do soutěží jako HC Smíchov 1913.
Své domácí zápasy odehrával na zimním stadionu Nikolajka ve Smíchově s kapacitou 2 100 diváků.

## Odchovanci
David Znamenáček, Benda Vojtěch, Bláha Martin, Bláha Ondřej, Bláha Štěpán, Bodor David, Brunát David, Březina Tomáš, Bulín Kryštof, Dongres Matěj, Dongres Marek, Dušek Filip, Frič Adam, Furch Aleš, Furch Dominik, Getsberger Adam, Hájek Aleš, Havelka Dominik, Heindl Richard, Hierman Jakub, Hrabík Kryštof, Hybner Aleš, Janeček Petr, Janoušek Jan, Karásek Pavel, Kašpar Jakub, Kern Jan, Klečka Adam, Klečka Jan, Kolowrat Alex, Kolowratová Samantha, Křížek Daniel, Kubišta Tomáš, Lytvynov Ivan, Míka Radek, Mrázek Miroslav, Mrkvička Tobiáš, Nagy Martin, Paták Jan, Slabý Martin, Smrž Daniel, Solničková Kateřina, Štěbeták Petr, Švec Jiří, Synáč Jan, Albrecht Josef.
Hokejové výběry roč. 2000: Bláha M., Bláha O., Kašpar, Lytvynov, Nagy, Slabý
Hokejové výběry roč. 2001: Kulma, Kumpošt, Najman J., Najman M., Obadal, Skalík, Švehlák ,Vitouch D.
Hokejové výběry roč. 2003: Vitouch M.
Hokejové výběry roč. 2004: Albrecht J.
Hokejové výběry roč. 2005  Adam Quick
Hokejové výběry roč. 2007 Halfar D, Znamenáček D.

## Historické názvy
Zdroj:
- 1913 – SK Zbraslav (Sportovní klub Zbraslav)
- 1948 – Sokol Zbraslav
- HC Slavoj Zbraslav (Hockey Club Slavoj Zbraslav)
- 2019 – HC Smíchov 1913

## Přehled ligové účasti
Stručný přehled
Zdroj:
- 1946–1949: Středočeská divize – sk. A (2. ligová úroveň v Československu)
- 1949–1950: Oblastní soutěž – sk. C2 (2. ligová úroveň v Československu)
- 1950–1951: Oblastní soutěž – sk. D (2. ligová úroveň v Československu)
- 1951–1952: Středočeská I. třída – sk. B (3. ligová úroveň v Československu)
- 1952–1953: Středočeská I. B třída – sk. B (3. ligová úroveň v Československu)
- 1971–1973: Pražský přebor II. třídy (5. ligová úroveň v Československu)
- 1973–1974: Pražský přebor II. třídy – sk. B (6. ligová úroveň v Československu)
- 1974–1976: Krajský přebor – Praha (5. ligová úroveň v Československu)
- 1976–1977: Pražský přebor II. třídy (6. ligová úroveň v Československu)
- 1983–1984: Pražský přebor II. třídy (5. ligová úroveň v Československu)
- 1989–1990: Krajský přebor – Praha (4. ligová úroveň v Československu)
- 1992–1993: Krajský přebor – Praha (4. ligová úroveň v Československu)
- 1993–1994: Krajský přebor – Praha (4. ligová úroveň v České republice)
- 1994–2012: bez soutěže
- 2012–2015: Pražská krajská liga (4. ligová úroveň v České republice)
- 2015–2017: bez soutěže
- 2017– : Pražská krajská liga (4. ligová úroveň v České republice)

Jednotlivé ročníky
Zdroj:
Legenda: ZČ - základní část, červené podbarvení - sestup, zelené podbarvení - postup, fialové podbarvení - reorganizace, změna skupiny či soutěže
| Československo (1946 – 1993)                                                                  |                                  |           |          |                                       |                      |
| Sezóny                                                                                        | Soutěž                           | Úroveň    | ZČ       | Play-off, nadstavba, sk. o udržení... | Poznámky             |
| 1946/47                                                                                       | Středočeská divize – sk. A       | 2. úroveň | 2. místo |                                       |                      |
| 1947/48                                                                                       | Středočeská divize – sk. A       | 2. úroveň | –. místo |                                       | Soutěž nedohrána     |
| 1948/49                                                                                       | Středočeská divize – sk. A       | 2. úroveň | 2. místo |                                       | Reorganizace         |
| 1949/50                                                                                       | Oblastní soutěž – sk. C2         | 2. úroveň | 3. místo |                                       | Změna skupiny        |
| 1950/51                                                                                       | Oblastní soutěž – sk. D          | 2. úroveň | 5. místo |                                       | Reorganizace         |
| 1951/52                                                                                       | Středočeská I. třída – sk. B     | 2. úroveň | 6. místo |                                       | Reorganizace         |
| 1952/53                                                                                       | Středočeská I. B třída – sk. B   | 3. úroveň | ?. místo |                                       | Reorganizace         |
| ...                                                                                           |                                  |           |          |                                       |                      |
| 1971/72                                                                                       | Pražský přebor II. třídy         | 5. úroveň | 6. místo |                                       |                      |
| 1972/73                                                                                       | Pražský přebor II. třídy         | 5. úroveň | ?. místo |                                       | Reorganizace         |
| 1973/74                                                                                       | Pražský přebor II. třídy – sk. B | 6. úroveň | 1. místo | Finále                                | Postup               |
| 1974/75                                                                                       | Krajský přebor – Praha           | 5. úroveň | 6. místo |                                       |                      |
| 1975/76                                                                                       | Krajský přebor – Praha           | 5. úroveň | 7. místo |                                       | Sestup               |
| 1976/77                                                                                       | Pražský přebor II. třídy         | 6. úroveň | 4. místo |                                       | Reorganizace         |
| ...                                                                                           |                                  |           |          |                                       |                      |
| 1983/84                                                                                       | Pražský přebor II. třídy         | 5. úroveň | 1. místo |                                       |                      |
| ...                                                                                           |                                  |           |          |                                       |                      |
| 1989/90                                                                                       | Krajský přebor – Praha           | 4. úroveň | 8. místo | Skupina o umístění (6. místo)         | Odhlášení ze soutěže |
| ...                                                                                           |                                  |           |          |                                       |                      |
| 1992/93                                                                                       | Krajský přebor – Praha           | 4. úroveň | 6. místo | Skupina o umístění (5. místo)         |                      |
| Česko (1993 – )                                                                               |                                  |           |          |                                       |                      |
| Sezóny                                                                                        | Soutěž                           | Úroveň    | ZČ       | Play-off, nadstavba, sk. o udržení... | Poznámky             |
| 1993/94                                                                                       | Krajský přebor – Praha           | 4. úroveň | 6. místo |                                       | Odhlášení ze soutěže |
| V letech 1994–2012 byl klub bez A-mužstva, v soutěžích přihlášena pouze mládežnická družstva. |                                  |           |          |                                       |                      |
| 2012/13                                                                                       | Pražská krajská liga             | 4. úroveň | 1. místo | Vítěz                                 | Baráž                |
| 2013/14                                                                                       | Pražská krajská liga             | 4. úroveň | 9. místo | Skupina o umístění (9. místo)         |                      |
| 2014/15                                                                                       | Pražská krajská liga             | 4. úroveň | 7. místo |                                       | Odhlášení ze soutěže |
| V letech 2015–2017 byl klub bez A-mužstva, v soutěžích přihlášena pouze mládežnická družstva. |                                  |           |          |                                       |                      |
| 2017/18                                                                                       | Pražská krajská liga             | 4. úroveň | 6. místo |                                       |                      |
| 2018/19                                                                                       | Pražská krajská liga             | 4. úroveň | 5. místo |                                       |                      |
| 2019/20                                                                                       | Pražská krajská liga             | 4. úroveň |          |                                       |                      |